# 日経クロステック
日経クロステック（にっけいクロステック）は、日経グループの出版社である日経BPが運営する技術系情報サイトである。日経xTECHとも表記される。

## 概要
同社の業界誌を母体としていることから、電子産業、情報通信、製造業全般、自動車産業、土木建築分野の専門的なニュースが多いのが特徴である。また過去に日経BPが運営していた複数の雑誌別サイト・分野別サイトに掲載されていた記事も一部が継承されている。
姉妹サイトに雑誌『日経トレンディ』・『日経デザイン』・『日経ビッグデータ』・『日経エンタテインメント!』を母体とした、マーケティング分野の『日経クロストレンド』（旧 日経トレンディネット）がある。

## 歴史

### 前史
『日経クロステック』の源流は、日経マグロウヒル（現 日経BP）が1987年9月から1997年10月まで運営していたパソコン通信サービス『日経MIX』（のちにNikkei BP Onlineが吸収）にまでさかのぼることができる。日経MIXは電子会議室（BBS）を中心としていたが、同社の雑誌や新聞各紙の記事の横断検索サービス（日経テレコンの簡易版）や、新製品のニュースの掲載も行っていた。

### Nikkei BP Online→雑誌別サイト
しかしこの頃インターネットの普及が始まったことから、1995年に日経BPのインターネット公式サイト『Nikkei BP Online』が開設された。当初は日経MIX内にあった同社の各雑誌専用の電子会議室にならって、Nikkei BP Online内の雑誌の公式ページでも各誌が独自にニュースを発信していた。

### 分野別・雑誌別サイト併用
しかし1996年6月に、分野別サイトとして技術・経営関係の『BizTech』（のちに『nikkeibp.jp』への改称・ドメイン変更を経て、ドメインをnikkeibp.co.jpに戻したうえでニュースポータルサイト『nikkei BPnet』に改称）、パソコン関係の『PC-Gaz!』（のちに『WPC ARENA』を経て『デジタルARENA』に改称）、IT・ネットワーク関係の『BizIT』（のちに『PC Online』（旧 日経パソコンオンライン）とともに、エンタープライズ系IT情報サイト『IT Pro』（のちに『ITpro』に改名）に再編）の4つに再編した。なお再編対象とならなかった雑誌では、引き続き雑誌別サイトでの独自のニュース発信が続いた。その後雑誌の創刊・休刊に合わせて、分野別サイトとして建築・建設関係の『KEN-Platz』（のちに『ケンプラッツ』に改名後、雑誌別サイト『日経アーキテクチュア・ウェブ』、『日経コンストラクション・ウェブ』に分離）、医療関係の『MedWave』（のちに雑誌別サイトの『日経メディカルオンライン』に改称）がニュースサイトを開設し、雑誌別サイトでエレクトロニクス関係の『NE ONLINE』（のちに『Automotive Technology』・『ものづくり』とともに技術系ポータルサイト『Tech-On!』に再編後、『日経テクノロジーオンライン』に改称）、雑誌別サイトで先端技術関連の『日経テクノロジーonline』も独自のニュース報道を行うようになった。

### nikkei BPnet→日経クロステック
2018年2月13日に開設される『日経クロステック』に、分野別サイトの「ITpro」と、雑誌別サイトの「日経アーキテクチュア・ウェブ」・「日経コンストラクション・ウェブ」・「日経テクノロジーオンライン」が統合されることになったため、これらのポータルサイトであるnikkei BPnetは2017年11月30日をもって閉鎖された。なお統合対象にならなかった分野別・雑誌別サイトは、引き続き独自のニュース発信を行っている。日経クロステックへの統合にあたっては、ドメインが日経BPのnikkibp.co.jpサブドメインから、親会社が『日本経済新聞』で使用しているnikkei.comのサブドメインに変更となった。これに伴い会員制度も『日経BPパスポート』（旧 日経BP読者クラブ）から、親会社の『日経ID』に統合された。